# Tanystylum occidentalis
Tanystylum occidentalis är en havsspindelart som först beskrevs av Cole, L.J. 1904.  Tanystylum occidentalis ingår i släktet Tanystylum och familjen Ammotheidae. Inga underarter finns listade i Catalogue of Life.